# Phenacoccus pyramidensis
Phenacoccus pyramidensis är en insektsart som beskrevs av Ezzat 1960. Phenacoccus pyramidensis ingår i släktet Phenacoccus och familjen ullsköldlöss.
Artens utbredningsområde är Egypten. Inga underarter finns listade i Catalogue of Life.